# Межзвёздная среда
Межзвёздная среда (МЗС) — вещество и поля, заполняющие межзвёздное пространство внутри галактик. Состав: межзвёздный газ, пыль (1 % от массы газа), межзвёздные электромагнитные поля, космические лучи, а также гипотетическая тёмная материя. Химический состав межзвёздной среды — продукт первичного нуклеосинтеза и ядерного синтеза в звёздах. На протяжении своей жизни звёзды испускают звёздный ветер, который возвращает в среду элементы из атмосферы звезды. А в конце жизни звезды с неё сбрасывается оболочка, обогащая межзвёздную среду продуктами ядерного синтеза.
Пространственное распределение межзвёздной среды нетривиально. Помимо общегалактических структур, таких как перемычка (бар) и спиральные рукава галактик, есть и отдельные холодные и тёплые облака, окружённые более горячим газом. Основная особенность МЗС — её крайне низкая плотность, в среднем 1000 атомов в кубическом сантиметре.

## История открытия
Природа межзвёздной среды столетиями привлекала внимание астрономов и учёных. Термин «межзвёздная среда» впервые был использован Ф. Бэконом в 1626 году. «О, Небеса между звёздами, они имеют так много общего со звёздами, вращаясь (вокруг Земли) так же, как любая другая звезда». Позднее натурфилософ Роберт Бойль в 1674 году возражал: «Межзвёздная область небес, как полагают некоторые современные эпикурейцы, должна быть пустой».
После создания современной электромагнитной теории некоторые физики постулировали, что невидимый светоносный эфир является средой для передачи световых волн. Они также полагали, что эфир заполняет межзвёздное пространство. Роберт Паттерсон в 1862 году писал: «Это истечение является основой вибраций или колебательных движений в эфире, который заполняет межзвёздное пространство».
Применение глубоких фотографических обзоров ночного неба позволило Э. Барнарду получить первое изображение тёмной туманности, которое силуэтом выделялось на фоне звёзд галактики. Однако первое открытие холодной диффузной материи было сделано Д. Гартманом в 1904 году после обнаружения неподвижного спектра поглощения в спектре излучения двойных звёзд, наблюдавшихся с целью проверки эффекта Доплера.
В своём историческом исследовании спектра Дельты Ориона Гартман изучал движение по орбите компаньонов системы Дельты Ориона и свет, приходящий от звезды, и понял, что некоторая часть света поглощается на пути к Земле. Гартман писал, что «линия поглощения кальция очень слаба», а также, что «некоторым сюрпризом оказалось то, что линии кальция на длине волны 393,4 нанометров не движутся в периодическом расхождении линий спектра, которое присутствует в спектроскопически-двойных звёздах». Стационарная природа этих линий позволила Гартману предположить, что газ, ответственный за поглощение, не присутствует в атмосфере Дельты Ориона, но, напротив, находится вне звезды и расположен между звездой и наблюдателем. Это исследование и стало началом изучения межзвёздной среды.
После исследований Гартмана, в 1919 году, Мэри Эгер во время изучения линий поглощения на волнах 589,0 и 589,6 нанометров в системах Дельты Ориона и Беты Скорпиона обнаружила в межзвёздной среде натрий.
Дальнейшие исследования линий «H» и «K» кальция Билзом (1936) позволили обнаружить двойные и несимметричные профили спектра Эпсилон и Дзета Ориона. Это были первые комплексные исследования межзвёздной среды в созвездии Ориона. Асимметричность профилей линий поглощения была результатом наложения многочисленных линий поглощения, каждая из которых соответствовала атомным переходам (например, линия «K» кальция) и происходила в межзвёздных облаках, каждое из которых имело свою собственную лучевую скорость. Так как каждое облако движется с разной скоростью в межзвёздном пространстве, как по направлению к Земле, так и удаляясь от неё, то в результате эффекта Доплера линии поглощения сдвигались либо в фиолетовую, либо в красную сторону соответственно. Это исследование подтвердило, что материя не распределена равномерно по межзвёздному пространству.
Интенсивные исследования межзвёздной материи позволили У. Пикерингу в 1912 году заявить, что «межзвёздная поглощающая среда, которая как показал Каптейн, поглощает только на некоторых волнах, может свидетельствовать о наличии газа и газообразных молекул, которые исторгаются Солнцем и звёздами».
В том же 1912-м году Виктор Гесс открыл космические лучи, энергичные заряженные частицы, которые бомбардируют Землю из космоса. Это позволило заявить некоторым исследователям, что они также наполняют собой межзвёздную среду. Норвежский физик Кристиан Биркеланд в 1913 году писал: «Последовательное развитие нашей точки зрения заставляет предполагать, что всё пространство заполнено электронами и свободными ионами всякого рода. Мы также склонны полагать, что все звёздные системы произошли от заряженных частиц в космосе. И совершенно не кажется невероятным думать, что большая часть массы Вселенной может быть найдена не в звёздных системах или туманностях, но в „пустом“ пространстве»
Торндайк в 1930 году писал: «Было бы ужасно осознавать, что существует непреодолимая пропасть между звёздами и полной пустотой. Полярные сияния возбуждаются заряженными частицами, которые испускает наше Солнце. Но если миллионы других звёзд также испускают заряженные частицы, а это непреложный факт, то абсолютный вакуум вообще не может существовать в галактике».

## Наблюдательные проявления
Перечислим основные наблюдательные проявления:
1. Наличие светящихся туманностей ионизированного водорода вокруг горячих звёзд и отражательных газопылевых туманностей в окрестностях более холодных звёзд;
2. Ослабление света звёзд (межзвёздное поглощение) из-за пыли, входящей в состав межзвёздной среды. А также связанное с этим покраснение света; наличие непрозрачных туманностей;
3. Поляризация света на пылинках, ориентированных вдоль магнитного поля Галактики;
4. Инфракрасное излучение межзвёздной пыли;
5. Радиоизлучение нейтрального водорода в радиодиапазоне на длине волны в 21 см;
6. Мягкое рентгеновское излучение горячего разреженного газа;
7. Синхротронное излучение релятивистских электронов в межзвёздных магнитных полях;
8. Излучение космических мазеров.

Структура МЗС крайне нетривиальна и неоднородна: гигантские молекулярные облака, отражательные туманности, протопланетные туманности, планетарные туманности, глобулы и т. д. Это приводит к широкому спектру наблюдательных проявлений и процессов, происходящих в среде. Далее в таблице приведены свойства основных компонентов среды для диска:
| Фаза                           | Температура (K) | Концентрация (см−3) | Масса облаков (M⊙) | Размер (пк) | Доля занимаемого объёма | Способ наблюдения                                                                    |
| ------------------------------ | --------------- | ------------------- | ------------------ | ----------- | ----------------------- | ------------------------------------------------------------------------------------ |
| Корональный газ                | ~5⋅105          | ~0,003              | -                  | -           | ~0,5                    | Рентген, линии поглощения металлов в УФ                                              |
| Яркие области HII              | ~104            | ~30                 | ~300               | ~10         | ~10−4                   | Яркая линия Hα                                                                       |
| Зоны HII низкой плотности      | ~104            | ~0,3                | -                  | -           | ~0,1                    | Линия Hα                                                                             |
| Межоблачная среда              | ~104            | ~0,1                | -                  | -           | ~0,4                    | Линия Lyα                                                                            |
| Тёплые области HI              | ~103            | ~1                  | -                  | -           | ~0,01                   | Излучение HI на λ=21 см                                                              |
| Мазерные конденсации           | <100            | ~1010               | ~105               | ~10−5       |                         | Мазерное излучение                                                                   |
| Облака HI                      | ≈80             | ~10                 | ~100               | ~10         | ~0,01                   | Поглощение HI на λ=21 см                                                             |
| Гигантские молекулярные облака | ~20             | ~300                | ~3⋅105             | ~40         | ~3⋅10−4                 |                                                                                      |
| Молекулярные облака            | ≈10             | ~103                | ~300               | ~1          | ~10−5                   | Линии поглощения и излучения молекулярного водорода в радио- и инфракрасном спектре. |
| Глобулы                        | ≈10             | ~104                | ~20                | ~0,3        | ~3⋅10−9                 | Поглощение в оптическом диапазоне.                                                   |

### Мазерный эффект
В 1965 году в ряде спектров радиоизлучения были обнаружены очень интенсивные и узкие линии с λ=18 см. Дальнейшие исследования показали, что линии принадлежат молекуле гидроксила OH, а их необычные свойства — результат мазерного излучения. В 1969 году были открыты мазерные источники от молекулы воды на λ=1,35 см, позже были обнаружены мазеры, работающие и на других молекулах.
Для мазерного излучения необходима инверсная населённость уровней (количество атомов на верхнем резонансном уровне больше, чем на нижнем). Тогда, проходя сквозь вещество, свет с резонансной частотой волны усиливается, а не ослабевает (это и называется мазерным эффектом). Для поддержания инверсной населённости необходима постоянная накачка энергией, поэтому все космические мазеры делятся на два типа:
1. Мазеры, ассоциирующиеся с молодыми (возраст 105 лет) горячими OB-звёздами (а возможно, и с протозвёздами) и находящиеся в областях звездообразования.
2. Мазеры, связанные с сильно проэволюционировавшими холодными звёздами большой светимости.

## Физические особенности

### Отсутствие локальноготермодинамического равновесия(ЛТР)
В межзвёздной среде концентрация атомов и, следовательно, оптическая толщина малы. Это значит, что эффективная температура излучения — температура излучения звёзд (~5000 K), которая никак не соответствует температуре самой среды. При этом электронная и ионная температуры плазмы могут сильно отличаться друг от друга, поскольку обмен энергией при соударении происходит крайне редко. Таким образом, не существует единой температуры даже в локальном смысле.
Распределение числа атомов и ионов по населённостям уровней определяется балансом процессов рекомбинации и ионизации. ЛТР требует, чтобы эти процессы были в равновесии, чтобы выполнялось условие детального баланса, однако в межзвёздной среде прямые и обратные элементарные процессы имеют разную природу, и поэтому детальный баланс установиться не может.
И наконец, малая оптическая толщина для жёсткого излучения и быстрых заряженных частиц приводит к тому, что энергия, выделяющаяся в какой-либо области пространства, уносится на большие расстояния, и охлаждение идёт по всему объёму сразу, а не в локальном пространстве, расширяющемся со скоростью звука в среде. Аналогично и идёт нагрев. Теплопроводность не способна передать тепло от удалённого источника, и в дело вступают процессы, нагревающие большие объёмы сразу.
Однако, несмотря на отсутствие ЛТР, даже в очень разреженной космической плазме устанавливается максвелловское распределение электронов по скоростям, соответствующее температуре среды, поэтому для распределения частиц по энергиям можно пользоваться формулой Больцмана и говорить о температуре. Происходит так из-за дальнодействия кулоновских сил за довольно короткое время (для чисто водородной плазмы это время порядка 105 с), гораздо меньше времени соударения между частицами.
Для описания состояния газа введём объёмный коэффициент охлаждения {\displaystyle \Lambda (n,T)} и коэффициент объёмного нагрева {\displaystyle \Gamma (n,T)}. Тогда закон сохранения энергии элемента объёма dV с внутренней энергией E и давлением P запишется как:
{\displaystyle {\frac {dQ}{dt}}={\frac {dE}{dt}}+P{\frac {dV}{dt}}=\Gamma -\Lambda }
При тепловом равновесии dQ/dt = 0, а значит, равновесную температуру среды можно найти из соотношения Γ = Λ.

#### Механизмы нагрева
Говоря, что среда нагревается, мы подразумеваем рост средней кинетической энергии. При объёмном нагреве увеличивается кинетическая энергия каждой частицы. Каждая частица в единицу времени может увеличить свою энергию на конечную величину, а при отсутствии термодинамического равновесия это означает, что скорость нагрева среды прямо пропорциональна количеству частиц в единице объёма, то есть концентрации Γ (n, T) = nG(T). Функция G(T) [эрг/c] называется эффективностью нагрева и рассчитывается через элементарные процессы взаимодействия и излучения.
Ультрафиолетовое излучение звёзд (фотоионизация)
Классический фотоэффект: энергия кванта уходит на ионизацию атома с произвольного уровня i и кинетическую энергию электрона. Потом электроны соударяются с различными частицами и кинетическая энергия переходит в энергию хаотического движения, газ нагревается.
Однако межзвёздный газ состоит из водорода, ионизовать который можно только жёстким ультрафиолетом. Поэтому основными «перехватчиками» УФ-квантов оказываются атомы примесей: железа, кремния, серы, калия и др. Они играют важную роль в установлении теплового баланса холодного газа.
Ударные волны
Ударные волны возникают при процессах, идущих со сверхзвуковыми скоростями (для МЗС это 1—10 км/с). Так происходит при вспышке сверхновой, сбросе оболочки, столкновении газовых облаков между собой, гравитационном коллапсе газового облака и т. д. За фронтом ударной волны кинетическая энергия направленного движения быстро переходит в энергию хаотического движения частиц. Порой температура может достигать огромных значений (до миллиарда градусов внутри остатков сверхновой), причём основная энергия приходится на движение тяжёлых ионов (ионная температура). Поначалу температура лёгкого электронного газа значительно ниже, но постепенно благодаря кулоновским взаимодействиям ионная и электронная температура выравнивается. Если в плазме есть магнитное поле, то роль первой скрипки в выравнивании ионной и электронной температуры берёт на себя турбулентность.
Проникающая радиация и космические лучи
Космические лучи и рентгеновское диффузное излучение — основные источники ионизации межзвёздной среды, а не ультрафиолет, как это можно было ожидать. Частицы космических лучей, взаимодействуя со средой, образуют электроны с очень большой энергией. Эта энергия теряется электроном в упругих столкновениях, а также в неупругих, приводящих к ионизации или возбуждению атомов и ионов. Надтепловые электроны с энергией меньше 10 эВ теряют энергию в упругих столкновениях, нагревая газ. Такой механизм крайне эффективен при температурах 106 K. При 107 K характерная тепловая скорость электронов сравнивается с тепловой скоростью низкоэнергетических частиц космических лучей и скорость нагрева резко уменьшается.
Ионизация и нагрев с помощью мягкого диффузного рентгена от горячего газа ничем принципиально не отличается от нагрева космическими лучами. Всё различие в скорости нагрева (она у космических лучей на порядок выше) и в намного большем сечении фотоионизации с внутренних оболочек у рентгеновского излучения.
Жёсткое электромагнитное излучение (рентгеновские и гамма-кванты)
Осуществляется в основном вторичными электронами при фотоионизации и при комптоновском рассеянии. При этом энергия, передаваемая покоящемуся электрону, равна
{\displaystyle \Delta E=h\nu {\frac {h\nu }{m_{e}c^{2}}}(1-\cos \theta )},
где me — масса электрона,
c — скорость света,
h — постоянная Планка,
ν — частота фотона до рассеяния,
θ — угол рассеяния.
Для малых энергий фотонов {\displaystyle h\nu \ll m_{e}c^{2}} сечение рассеяния равно томсоновскому: {\displaystyle \sigma _{T}\simeq 6,65\cdot 10^{-25}} см².

#### Механизмы охлаждения
Как уже говорилось, межзвёздная среда оптически тонка и имеет невысокую плотность, а раз так, то основной механизм охлаждения — излучение фотонов. Испускание же квантов связано с бинарными процессами взаимодействия (частица-частица), поэтому суммарную скорость объёмного охлаждения можно представить в виде {\displaystyle \Lambda (n,T)=n^{2}\lambda (T)}, где функция охлаждения λ зависит только от температуры и химического состава среды.
Свободно-свободное (тормозное) излучение
Свободно-свободное (тормозное) излучение в космической плазме вызвано кулоновскими силами притяжения или отталкивания. Электрон ускоряется в поле иона и начинает излучать электромагнитные волны, переходя с одной незамкнутой (в классическом смысле) орбиты на другую, но оставаясь свободным, то есть обладающим достаточной энергией, чтобы уйти на бесконечность. При этом излучается весь спектр от рентгена до радио. Выделяющаяся при этом энергия из единицы объёма внутри телесного угла в единицу времени равна:
{\displaystyle j_{\nu }(T)={\frac {16}{3}}\left({\frac {\pi }{6}}\right)^{1/2}{\frac {n_{\nu }Z^{2}e^{6}}{m_{e}^{2}c^{3}}}\left({\frac {m_{e}}{kT}}\right)^{1/2}g\exp {\frac {-h\nu }{kT}}n_{e}n_{i}} [эрг/(см³·с·ср·Гц)],
где {\displaystyle n_{\nu }} — показатель преломления,
g — так называемый множитель Гаунта (учитывает квантовые эффекты и частичную экранировку ядра электронами, близок к 1 в оптическом диапазоне),
{\displaystyle n_{e}} и {\displaystyle n_{i}} — концентрация электронов и ионов соответственно,
Z — заряд иона в единицах элементарного заряда.
Для чисто водородной плазмы с равной концентрацией протонов и электронов коэффициент объёмного охлаждения равен
{\displaystyle \Lambda _{\mathrm {ff} }(\mathrm {H} )=\int \limits _{0}^{\infty }{j_{\nu }d\nu }\simeq 1,43\cdot 10^{-27}n_{e}^{2}{\sqrt {T}}} [эрг/(см³·с)]
(индекс ff означает свободно-свободные (free-free) переходы). Однако космическая плазма не чисто водородная, в ней есть тяжёлые элементы, благодаря большому заряду которых увеличивается эффективность охлаждения. Для полностью ионизированной среды с нормальным космическим содержанием элементов
{\displaystyle \Lambda _{\mathrm {ff} }\approx 1,7\Lambda _{\mathrm {ff} }(\mathrm {H} )}. Этот механизм особенно эффективен для плазмы с T > 105 K.
Рекомбинационное излучение
- Радиативная рекомбинация
При радиативной (излучательной) рекомбинации доля кинетической энергии рекомбинирующего электрона крайне мала в энергии испускаемого фотона {\displaystyle h\nu =\xi _{i}+m_{e}v^{2}} (где {\displaystyle \xi _{i}} — потенциал ионизации уровня, на который рекомбинирует электрон). Так как почти всегда {\displaystyle \xi _{i}\gg m_{e}v^{2}/2}, то бо́льшая часть выделяющейся энергии не тепловая. Поэтому радиативная рекомбинация в общем случае малоэффективна для охлаждения газа. Однако мощность излучения единицы объёма из-за радиативной рекомбинации для равновесной среды с T < 105 K превосходит потери на тормозное излучение {\displaystyle \Lambda _{r}\approx 4\Lambda _{\mathrm {ff} }}.
- Диэлектронная рекомбинация
Диэлектронная рекомбинация состоит из двух этапов. Сначала энергичный электрон возбуждает атом или ион так, что образуется неустойчивый ион с двумя возбуждёнными электронами. Далее либо электрон испускается и ион перестаёт быть неустойчивым (автоионизация), либо испускается фотон с энергией порядка потенциала ионизации и ион вновь становится устойчивым. Для того, чтобы возбудить атом, нужен очень быстрый электрон, с энергией выше средней. При снижении количества таких электронов средняя энергия системы убывает, среда охлаждается. Данный механизм охлаждения начинает доминировать над радиативной рекомбинацией при T > 105 K.

Двухфотонное излучение
При запрещённых резонансных переходах с уровней {\displaystyle 2s_{1/2}\rightarrow 1s_{1/2}} в водороде и с {\displaystyle 2^{1}S_{0}} уровня в гелии и гелиеподобных ионах излучается два фотона (однофотонный переход запрещён правилами отбора). Возбуждаются же эти уровни в основном за счёт электронных ударов. Суммарная энергия образующихся фотонов соответствует разности энергии между двумя уровнями, но каждый из фотонов не имеет фиксированной энергии и образуется непрерывное излучение, которое и наблюдается в зонах HII (ионизованного водорода). Эти фотоны имеют длину волны больше, чем у линии Лайман-альфа, и, следовательно, неспособны возбудить нейтральный атом водорода в основном состоянии, поэтому они уходят из среды, являясь основной причиной охлаждения горячей космической плазмы с T = 106—108 K.
Обратное комптоновское рассеяние
Если рассеяние фотона с энергией ε происходит на быстром электроне с полной энергией {\displaystyle E=\gamma m_{e}c^{2}}, то важной становится передача энергии и импульса от электрона фотону. Лоренц-преобразование к системе покоя электрона даёт энергию фотона в ней γε, где γ — лоренц-фактор. Воспользуемся вышеприведённой формулой комптон-эффекта, дающей потерю энергию фотона, рассеянного на покоящемся электроне, и, перейдя обратно в лабораторную систему отсчёта, получим энергию рассеянного фотона {\displaystyle \varepsilon _{1}\sim \gamma ^{2}\varepsilon }. Видно, что низкочастотные кванты превращаются в кванты жёсткого излучения. Усредняя по углам скорость потерь энергии одного такого электрона в поле изотропного излучения, получим
{\displaystyle -\left({\frac {dE}{dt}}\right)_{\mathrm {compt} }={\frac {4}{3}}\sigma _{T}c\gamma ^{2}\beta ^{2}\int \limits _{0}^{\infty }u_{\nu }d\nu },
где β = v/c — безразмерная скорость электрона,
uν — частотная плотность распределения энергии излучения.
В случае теплового распределения электронов с концентрацией {\displaystyle n_{e}} и температурой T имеем {\displaystyle \langle \beta ^{2}\rangle =\langle (v/c)^{2}\rangle =3kT/m_{e}c^{2}}. Если {\displaystyle \gamma \approx 1} (нерелятивистские, относительно низкоэнергетичные электроны), то объёмное охлаждение такой среды составит:
{\displaystyle \Lambda _{c}=-\left({\frac {dE}{dt}}\right)_{\mathrm {compt} }n_{e}={\frac {4kT}{m_{e}c^{2}}}\sigma _{T}cn_{e}\int \limits _{0}^{\infty }u_{\nu }d\nu }.
Комптоновское охлаждение обычно доминирует в высокоионизированной и сильно нагретой плазме вблизи источников рентгеновского излучения. Благодаря ему среда не может нагреться выше {\displaystyle T\sim {\frac {\varepsilon }{4k}}}. Этот механизм был важен в ранней вселенной до эпохи рекомбинации. В обычных условиях МЗС этим эффектом можно пренебречь.
Ионизация электронным ударом
Если все остальные механизмы охлаждения излучательные (энергия уносится фотонами), то этот безызлучательный. Тепловая энергия расходуется на отрыв электрона и запасается в виде внутренней энергии связи ион-электрон. Потом она высвечивается при рекомбинациях.
Излучение в спектральных линиях
Основной механизм охлаждения МЗС при T < 105 K. Излучение происходит при переходах с уровней, возбуждённых после электронного удара. Спектральный диапазон, в котором уносится энергия, определяется температурой — чем больше температура, тем более высокие уровни возбуждаются, тем энергичнее излучаемые фотоны и тем быстрее идёт охлаждение. В таблице приведены линии, доминирующие при различных температурах.
| Температура, K | Охлаждение в линиях                                                            |
| -------------- | ------------------------------------------------------------------------------ |
| > 106          | Рентгеновские линии H и He-подобных ионов тяжёлых элементов                    |
| 2⋅104—106      | Резонансные УФ-линии He и тяжёлых до Fe                                        |
| (1—2)⋅104      | Линии H (в основном Lyα)                                                       |
| (0,5—1)⋅104    | Запрещённые линии тяжёлых элементов                                            |
| 30—104         | Далёкие ИК-линии при переходах между уровнями тонкой структуры основных термов |
| (1—2)⋅103      | Молекулярные уровни, в основном H2                                             |
| <30            | Вращательные переходы молекул CO и воды H2O                                    |

### Тепловая неустойчивость
Теперь, зная все элементарные процессы и механизмы охлаждения и нагрева, мы можем записать уравнения теплового баланса в виде {\displaystyle nG(T)=n^{2}\lambda (T)}. Запишем уравнение ионизационного баланса, необходимое, чтобы узнать населённость уровней. Решая, получим равновесную температуру T(n). Учитывая, что вещество в межзвёздной среде крайне разрежено, то есть представляет собой идеальный газ, подчиняющийся уравнению Менделеева — Клапейрона, найдём равновесное давление P(n) и обнаружим, что зависимость больше напоминает уравнение состояния газа Ван-дер-Вальса: существует область давлений, где одному значению P соответствует три равновесных значения n. Решение на участке с отрицательной производной неустойчиво относительно малых возмущений: при давлении больше, чем у окружающей среды, газовое облако будет расширяться до установления равновесия при меньшей плотности, а при меньшем, чем у окружающей среды, давлении — напротив, сжиматься. Это объясняет наблюдаемое динамическое равновесие разреженной межзвёздной среды и более плотных облаков межзвёздного газа.
В реальной же среде ситуация гораздо сложнее. Во-первых, существует магнитное поле, которое препятствует сжатию, если только последнее не происходит вдоль линий поля. Во-вторых, межзвёздная среда находится в непрерывном движении и её локальные свойства непрерывно меняются, в ней появляются новые источники энергии и исчезают старые; в результате условие теплового равновесия может вовсе не выполняться. В-третьих, кроме термодинамической неустойчивости, существуют гравитационная и магнитогидродинамическая. И это без учёта всякого рода катаклизмов в виде вспышек сверхновых, приливных влияний проходящих по соседству галактик или прохождения самого газа через спиральные ветви Галактики.

### Запрещённые линии и линия 21 см
Отличительной особенностью оптически тонкой среды является излучение в запрещённых линиях. Запрещёнными называют линии, которые запрещены правилами отбора, то есть возникают при переходах с метастабильных уровней. Характерное время жизни таких уровней при спонтанном распаде — от 10−5 секунды до нескольких суток, однако существуют и значительно более долгоживущие состояния (см. ниже). При высоких концентрациях частиц их столкновение снимает возбуждение, то есть уровни почти никогда не успевают совершить излучательный переход и эмиссионные линии не наблюдаются из-за их крайней слабости. При малых плотностях интенсивность линии не зависит от вероятности перехода, поскольку малая вероятность компенсируется большим числом атомов, находящихся в метастабильном состоянии. Если ЛТР нет, то заселённость энергетических уровней следует рассчитывать из баланса элементарных процессов возбуждения и деактивации.
Важнейшей запрещённой линией МЗС является радиолиния атомарного водорода λ = 21 см. Эта линия возникает при переходе между подуровнями сверхтонкой структуры {\displaystyle 1^{2}S_{1/2}} уровня атома водорода, связанными с наличием спина у электрона и протона: состояние с сонаправленными спинами обладает несколько большей энергией, чем с противоположно направленными (разность энергий уровней составляет лишь 5,87433 микро-электронвольт). Вероятность спонтанного перехода между этими уровнями {\displaystyle A_{10}=2,9\cdot 10^{-15}} с−1 (то есть время жизни возбуждённого состояния составляет 11 млн лет). Заселение верхнего уровня происходит благодаря столкновению нейтральных атомов водорода, причём населённость уровней {\displaystyle n_{1}=n_{\mathrm {H} }/4}, {\displaystyle n_{0}=3n_{\mathrm {H} }/4}. При этом объёмный коэффициент излучения
{\displaystyle j_{\nu }={\frac {h\nu _{10}}{4\pi }}n_{1}A_{10}\varphi (\nu )},
где φ(ν) — профиль линии, а фактор 4π предполагает изотропное излучение.
Исследования радиолинии 21 см позволили установить, что нейтральный водород в галактике в основном заключён в очень тонком, толщиной 400 пк, слое около плоскости Галактики. В распределении HI отчётливо прослеживаются спиральные ветви Галактики. Зеемановское расщепление абсорбционных компонент линии у сильных радиоисточников используется для оценки магнитного поля внутри облаков.

### Вмороженность магнитного поля
Вмороженность магнитного поля означает сохранение магнитного потока через любой замкнутый проводящий контур при его деформации. В лабораторных условиях магнитный поток можно считать сохраняющимся в средах с высокой электропроводностью. В пределе бесконечной электропроводности бесконечное малое электрическое поле вызвало бы рост тока до бесконечной величины. Следовательно, идеальный проводник не должен пересекать магнитные силовые линии и, таким образом, возбуждать электрическое поле, а напротив, должен увлекать за собой линии магнитного поля. Магнитное поле оказывается как бы вмороженным в проводник.
Реальная космическая плазма далеко не идеальна, и вмороженность магнитного поля следует понимать в том смысле, что требуется очень большое время для изменения потока через контур. На практике это означает, что мы можем считать поле постоянным, пока облако сжимается, обращается и т. д.

## Эволюция межзвёздной среды
Эволюция межзвёздной среды, а если быть точным, межзвёздного газа, тесно связана с химической эволюцией всей Галактики. Казалось бы, всё просто: звёзды поглощают газ, а после выбрасывают его обратно, обогащая его продуктами ядерного горения — тяжёлыми элементами, — таким образом металличность должна постепенно возрастать.
Теория Большого взрыва предсказывает, что в ходе первичного нуклеосинтеза образовались водород, гелий, дейтерий, литий и другие лёгкие ядра, которые раскалываются ещё на треке Хаяши или стадии протозвёзды. Иными словами, мы должны наблюдать долгоживущие G-карлики с нулевой металличностью. Но таковых в Галактике не найдено, более того, большинство из них имеют почти солнечную металличность. По косвенным данным, можно судить, что что-то подобное и в других галактиках. На данный момент вопрос остаётся открытым и ждёт своего решения.
В первичном межзвёздном газе не было и пыли. Как сейчас считается, пылинки образуются на поверхности старых холодных звёзд и покидают её вместе с истекающим веществом.

## Солнце и межзвёздная среда
Межзвёздная среда в окрестностях Солнечной системы неоднородна. Наблюдения показывают, что Солнце движется со скоростью около 25 км/с сквозь Местное межзвёздное облако и может покинуть его в течение следующих 10 тысяч лет. Большую роль во взаимодействии Солнечной системы с межзвёздным веществом играет солнечный ветер.
Солнечный ветер — поток заряженных частиц (в основном водородной и гелиевой плазмы), с огромной скоростью истекающих из солнечной короны с нарастающей скоростью. Скорость солнечного ветра в гелиопаузе составляет примерно 450 км/с. Эта скорость превышает скорость звука в межзвёздной среде. И если представить себе столкновение межзвёздной среды и солнечного ветра как столкновение двух потоков, то при их взаимодействии возникнут ударные волны. А саму среду можно разделить на три области: область, где есть только частицы МЗС, область, где только частицы звёздного ветра и область их взаимодействия.
И если бы межзвёздный газ был бы полностью ионизован, как изначально предполагалось, то всё бы обстояло именно так, как было выше описано. Но, как показали уже первые наблюдения межпланетной среды в Ly-aplha, нейтральные частицы межзвёздной среды проникают в Солнечную систему. Иными словами, Солнце взаимодействует с нейтральным и ионизированным газом по-разному.

### Взаимодействие с ионизованным газом

#### Граница ударной волны
Сначала солнечный ветер тормозится, становится более плотным, тёплым и турбулентным. Момент этого перехода называется границей ударной волны (termination shock) и находится на расстоянии около 85—95 а. е. от Солнца. (По данным, полученным с космических станций «Вояджер-1» и «Вояджер-2», которые пересекли эту границу в декабре 2004 года и августе 2007.)

#### Гелиосфера и гелиопауза
Ещё приблизительно через 40 а. е. солнечный ветер сталкивается с межзвёздным веществом и окончательно останавливается. Эта граница, отделяющая межзвёздную среду от вещества Солнечной системы, называется гелиопаузой. По форме она похожа на пузырь, вытянутый в противоположную движению Солнца сторону. Область пространства, ограниченная гелиопаузой, называется гелиосферой.
Согласно данным аппаратов «Вояджер», гелиопауза с южной стороны оказалась ближе, чем с северной (73 и 85 астрономических единицы соответственно). Точные причины этого пока неизвестны; согласно первым предположениям, асимметричность гелиопаузы может быть вызвана действием сверхслабых магнитных полей в межзвёздном пространстве Галактики.

#### Головная ударная волна
По другую сторону гелиопаузы, на расстоянии порядка 230 а. е. от Солнца, вдоль головной ударной волны (bow shock) происходит торможение с космических скоростей налетающего на Солнечную систему межзвёздного вещества.

### Взаимодействие с нейтральным водородом
Взаимодействие нейтральной частицы среды носит куда более сложный характер. Во-первых, она (частица) может отдать свой электрон иону из солнечного ветра (эффект перезарядки), а, во-вторых, может пройти до Солнца, где на неё будет влиять сила притяжения и световое давление.
Первый эффект приводит к резкому уменьшению размеров гелиосферы и резким контрастам, которые, как надеются исследователи, смогут засечь «Вояджер-1» и «Вояджер-2». Также это меняет картину в хвосте гелиосферы (куда движется «Пионер-10»), возникает диск Маха, тангенциальный разрыв и отражённая ударная волна. К сожалению, проверить эти эффекты наблюдениями с Земли невозможно и можно только надеяться на измерения космическими аппаратами.
Те частицы межзвёздной среды, которым удалось проникнуть в межпланетную среду, куда более интересны с точки зрения наблюдателя. Их не только можно наблюдать, но и получить информацию об:
- условиях на границе гелиосферы;
- многих важных деталях химии межзвёздной среды;
- турбулентности межзвёздной среды;
- физических условиях в межзвёздной среде.